# Aire de repos et de service autoroutière
Pour les articles homonymes, voir Aire.

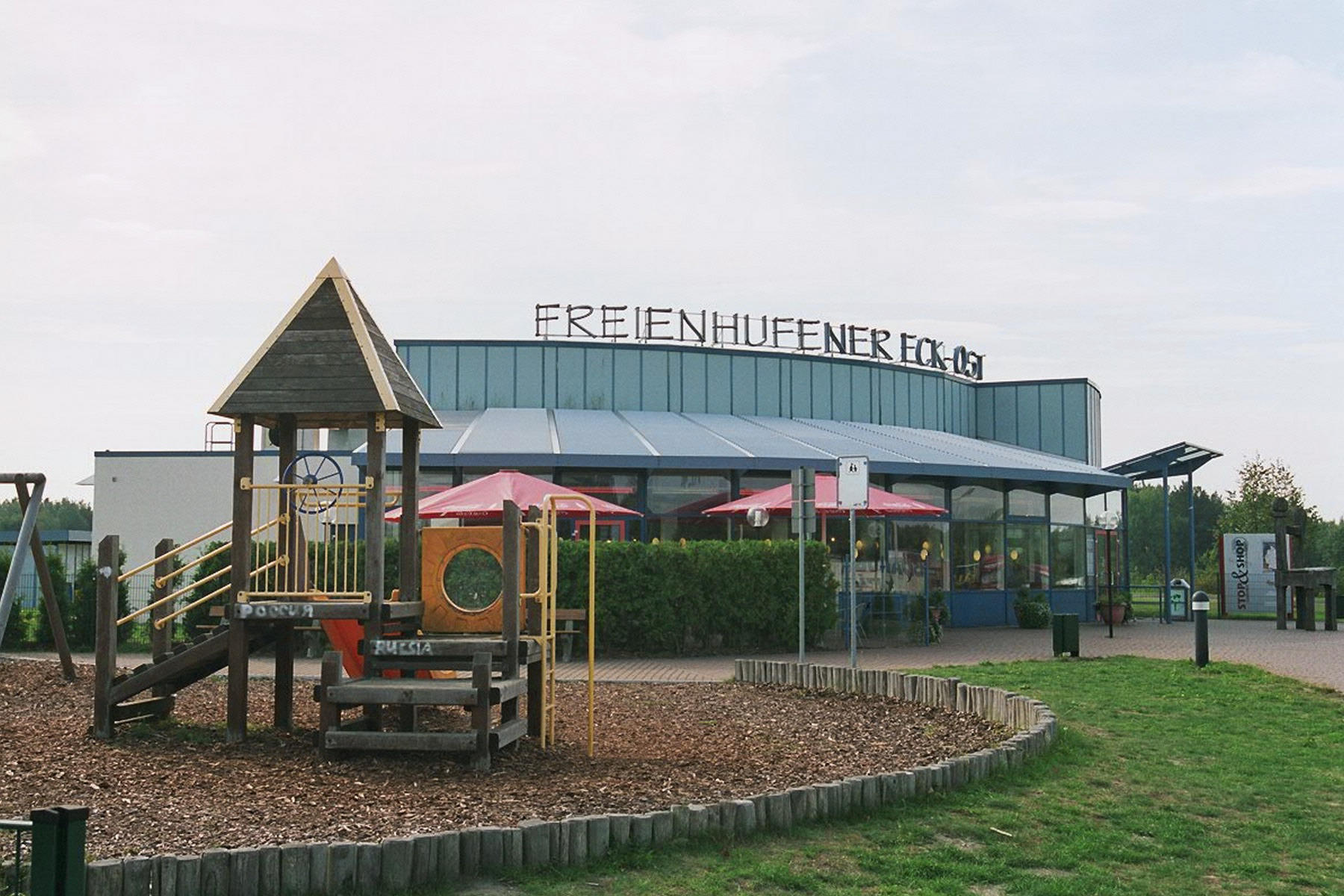
Une aire de services le long d'une autoroute allemande 13, à Freienhufen (Brandebourg).

Une aire d'autoroute ou halte routière au Québec est une série d'infrastructures implantées en bordure d'autoroute (et de plus en plus souvent sur certaines routes nationales) semblables à de simples parkings concernant les aires de repos, généralement équipées de toilettes et de tables de pique-nique avec parfois un espace de jeux pour enfants. Il existe aussi des aires de repos ou de services sur routes à chaussées séparées (type voie express ou rapide) présignalée par le panneau c65b. Lorsqu'il s'agit simplement d'un parking sans réel équipement (autre que des poubelles ou une borne d'appel d'urgence) on parle d'aire d'arrêt.

## Types d'aires

### En Europe

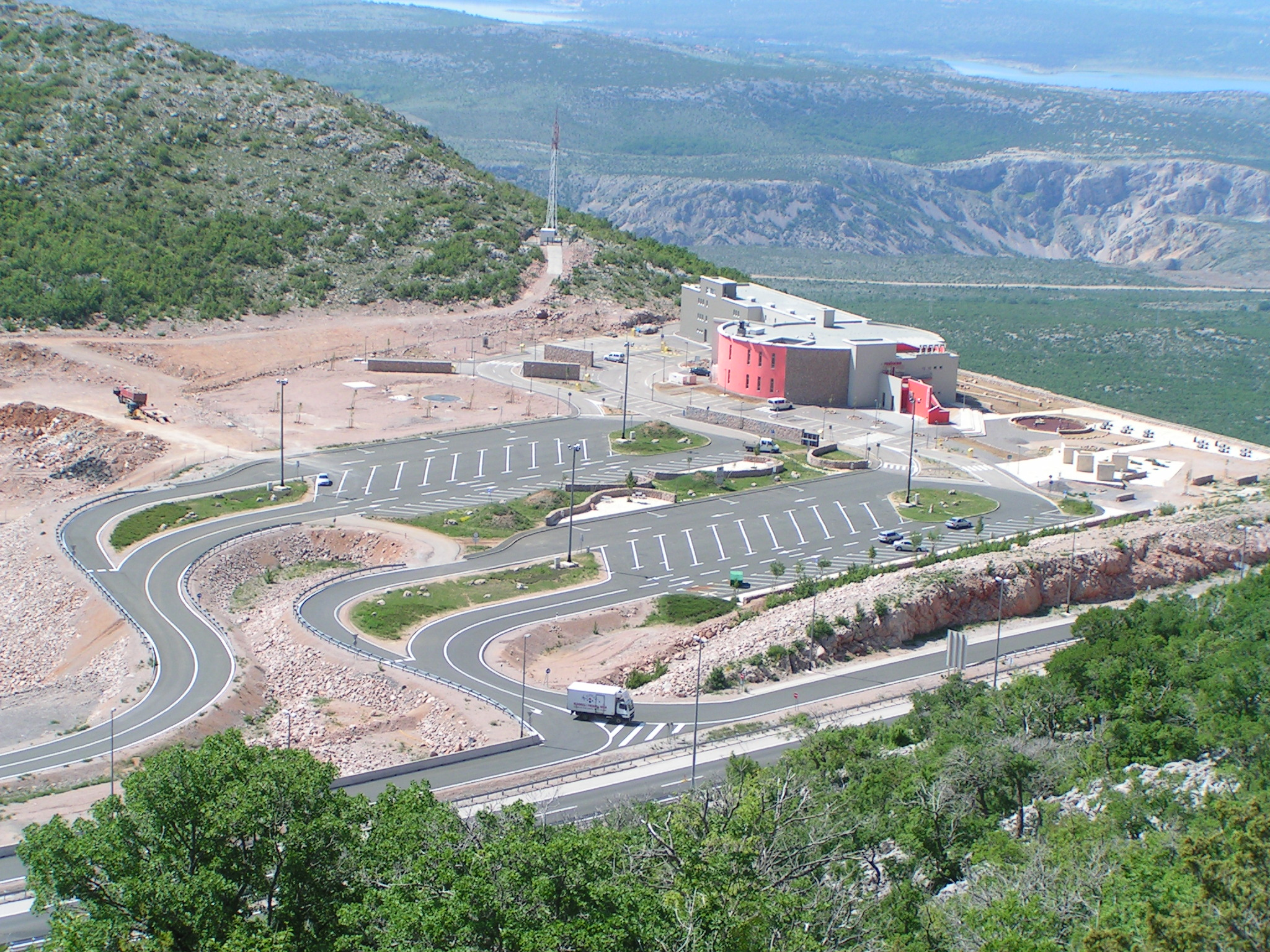
A1, Croatie

En Europe, certaines conventions différencient les aires de services de simples aires de repos .

#### Aires de repos

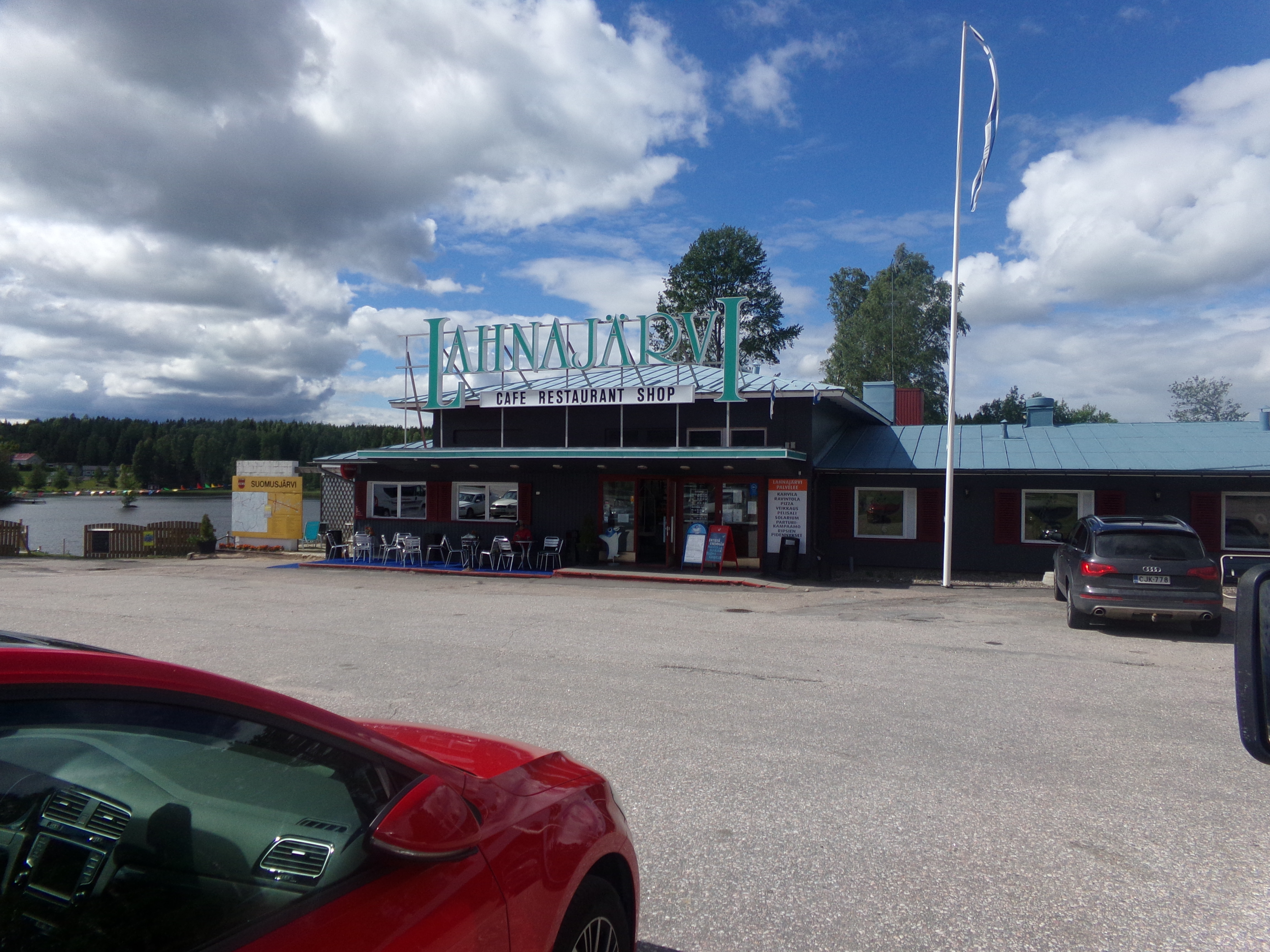
Café-restaurant Lahnajärvi le long de la Seututie 110 en Lahnajärvi, Finlande.

« Les aires de repos éloignées des échangeurs fournissent aux usagers l’occasion de s’arrêter dans une ambiance rompant avec la monotonie de la circulation et, dans ce cas-là, l’aménagement paysager prend donc une grande importance.
Des aires de repos doivent être prévues à intervalles appropriés ; un panneau annonçant l’approche d’une aire de repos doit aussi indiquer la distance à laquelle se trouve l’aire de repos suivante.
Des postes d’eau, des tables, des abris et des installations sanitaires d’accès facile pour les personnes physiquement handicapées sont souhaitables. »
En France, les autoroutes concédées comptent 631 aires de repos, selon l'ASFA.
En Europe, les 125 sociétés d'ASECAP comptent 1648 aires de repos dans 18 pays (15 pays UE pour les membres, Serbie, Turquie et Maroc pour les associés).
En 2023, un arrêt de la CJUE est rendu au sujet des aires de repos et du temps de repos.
Dans l'Union européenne, des textes juridiques concernent les aires de repos pour le transport poids-lourds comme la directive 2008/96/CE, la directive 2010/40/UE ou les règlements 885/2013 et (UE) No 1315/2013 pour le développement du réseau routier.

#### Aires de service
« Les aires de service adaptées à la fois au site et aux usagers (touristes, transporteurs routiers, etc.) et éloignées de échangeurs doivent fournir un minimum de prestations comme le stationnement, le téléphone, des carburants et des installations sanitaires facilement accessibles pour les personnes handicapées physiques. Ces aires doivent être prévues à intervalles appropriés compte tenu, notamment, du volume de trafic ; un panneau annonçant l’approche d’une aire de service doit indiquer également la distance à laquelle se trouve l’aire de service suivante. Toutes les zones de trafic et de stationnement doivent être séparées de la chaussée de la route « E ». »

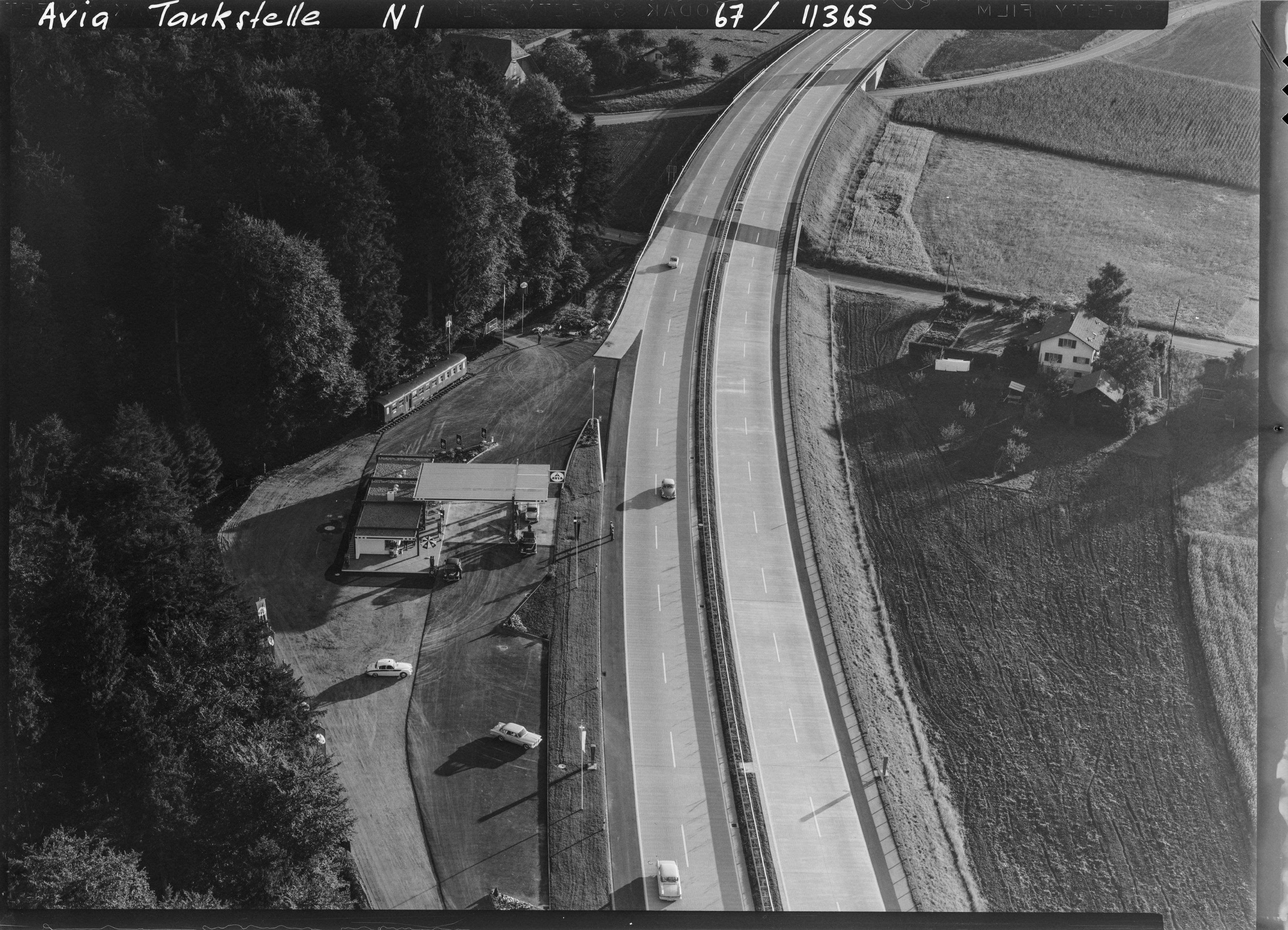
1967

En France, les autoroutes concédées comptent 364 aires de service, selon l'ASFA.
En Europe, en 2023 les 125 sociétés d'ASECAP comptent 1229 aires de services dans 18 pays (15 pays UE pour les membres, Serbie, Turquie et Maroc pour les associés). Toutefois, sur les 15 pays de l'UE, le chiffre est de zéro pour le Danemark et les Pays-Bas.

### au Québec
Au Québec, les distinctions suivantes sont opérées :

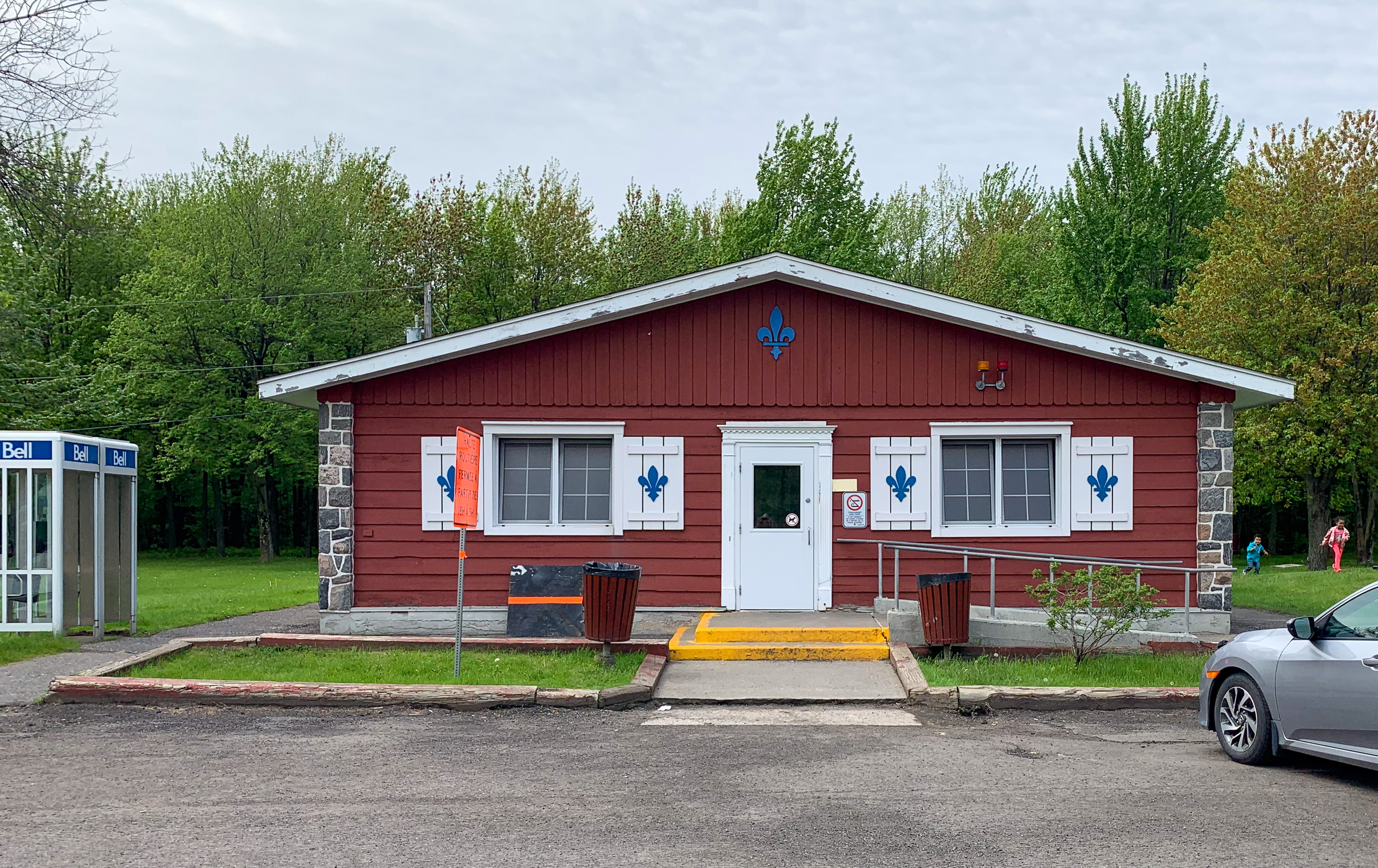
Halte routière typiquement québécoise. Ce réseau d’haltes est malheureusement réputé pour son entretien qui laisse à désirer.

- aires de service ;
- villages-relais ;
- haltes routières permanentes ;
- haltes routières saisonnières ;
- belvédères ;
- Halte routière typiquement québécoise. Ce réseau d’haltes est malheureusement réputé pour son entretien qui laisse à désirer. aires de repos pour camionneurs.

### Aire de stationnement

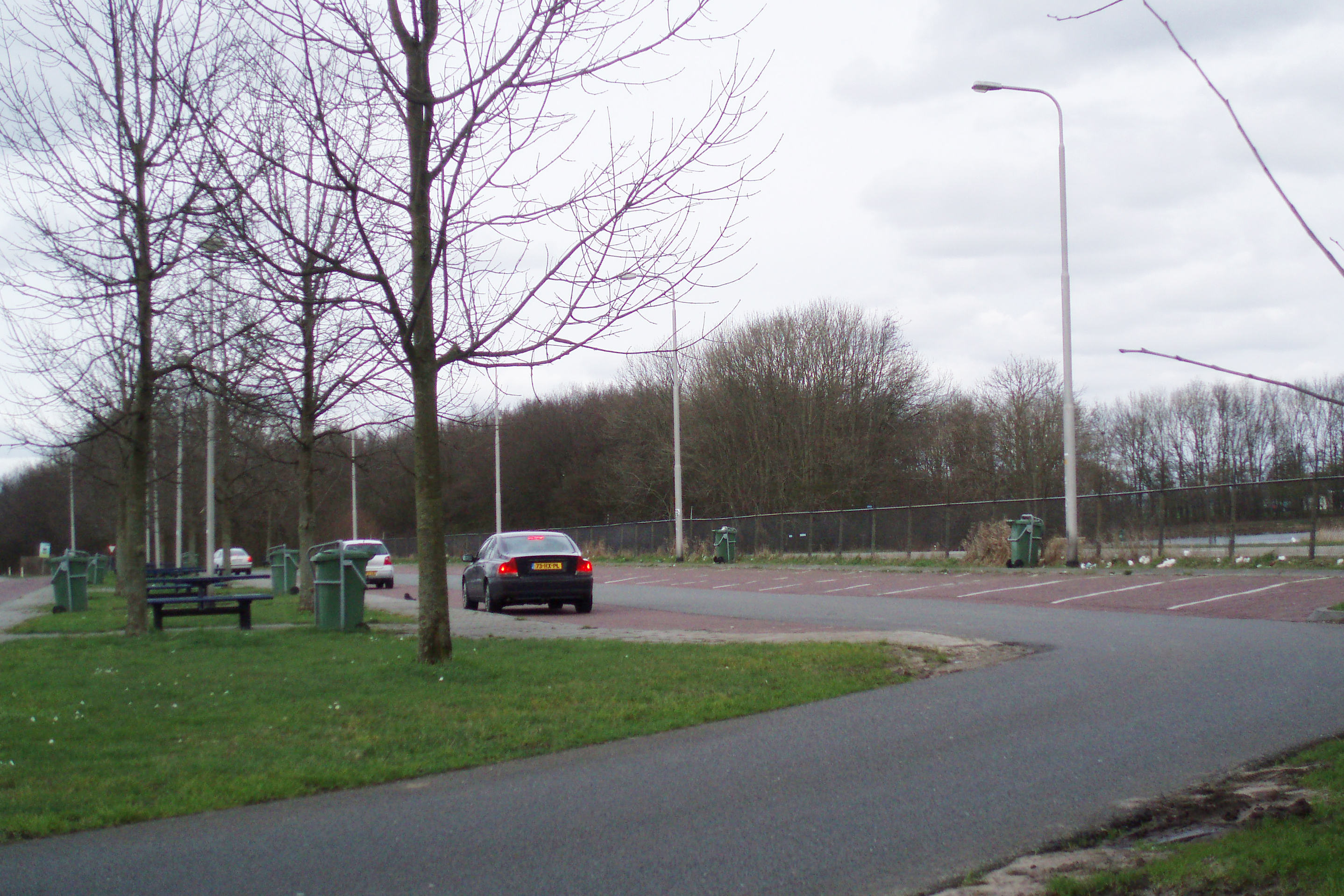
Une aire de stationnement sur le bord d'une autoroute néerlandaise

Ce sont des espaces de stationnement sans infrastructures autre que des poubelles, des cabines téléphoniques et des tables de pique-nique.

### Aire de repos

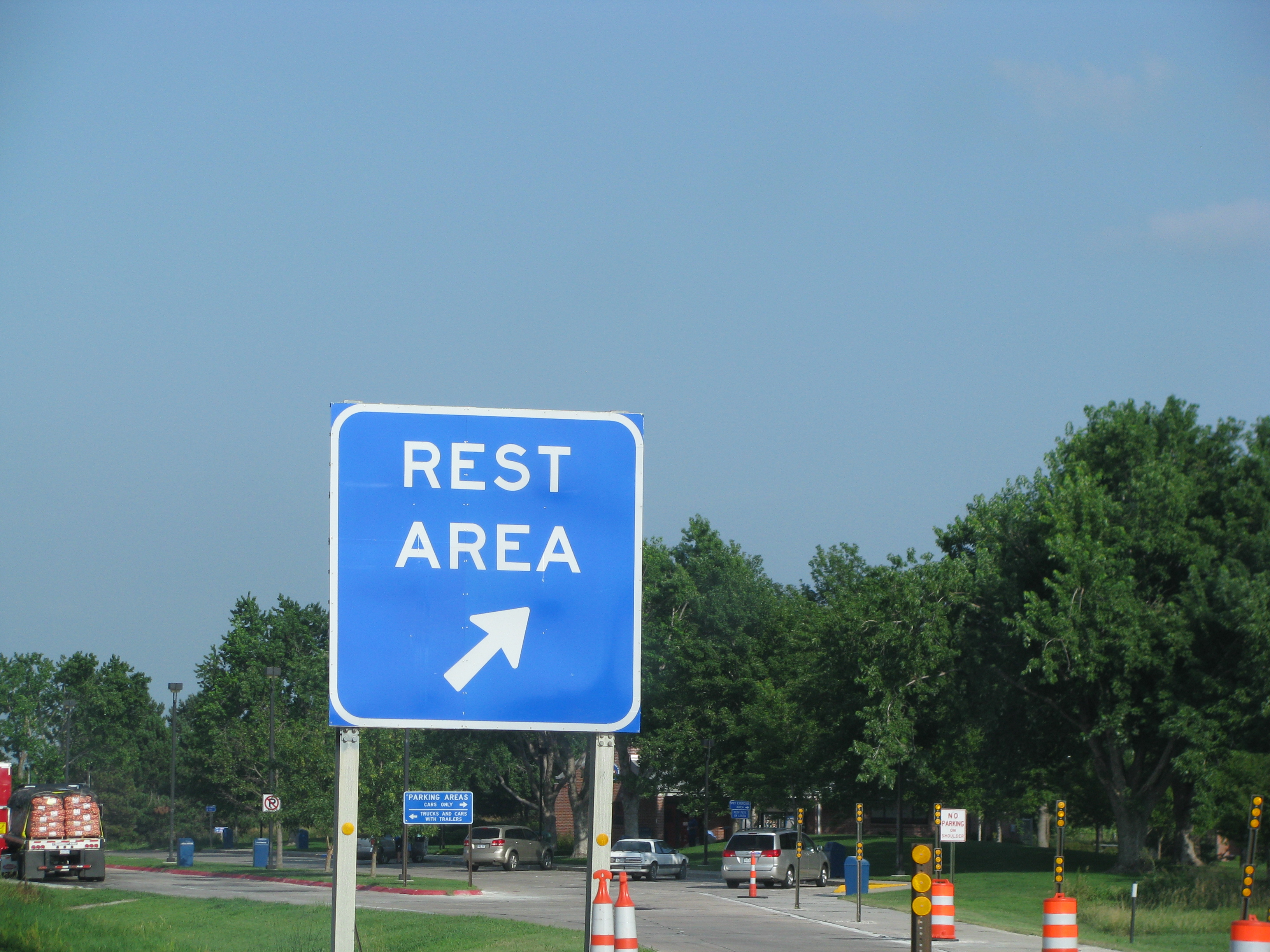
Une aire de repos à Hall County, au Nebraska, aux États-Unis.

Les aires de repos sont des espaces aménagés qui, outre des espaces de stationnements pour différents types de véhicules, disposent des tables de pique-nique, des cabines téléphoniques et des toilettes. Il est aussi possible d'y trouver des terrains de jeux, une borne ou un bureau d'information touristique, des machines distributrices ou une cantine mobile.

### Aire de service
Les aires de service sont des espaces commerciaux aménagés dans une emprise autoroutière. Elles peuvent se trouver dans le terre-plein, sur les côtés ou au-dessus d'une autoroute. Généralement, un service de restauration et de distribution d'essence sont proposés. Il est aussi possible de trouver un service d'information touristique, une supérette (ou un « dépanneur » au Québec), des boutiques, une borne d'information, téléphone public, et un hôtel.

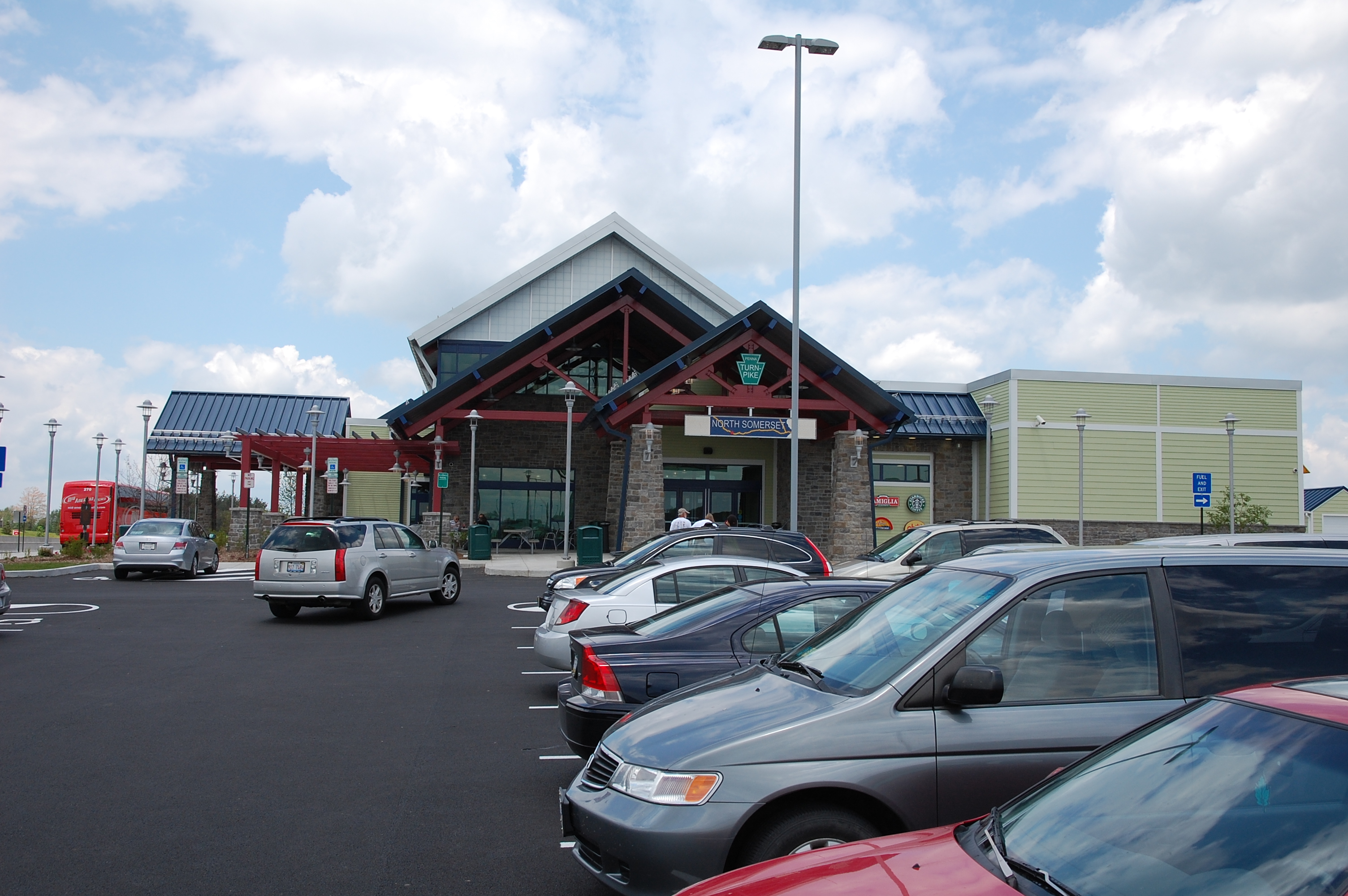
Aire de service à North Somerset, Pennsylvanie (États-Unis)
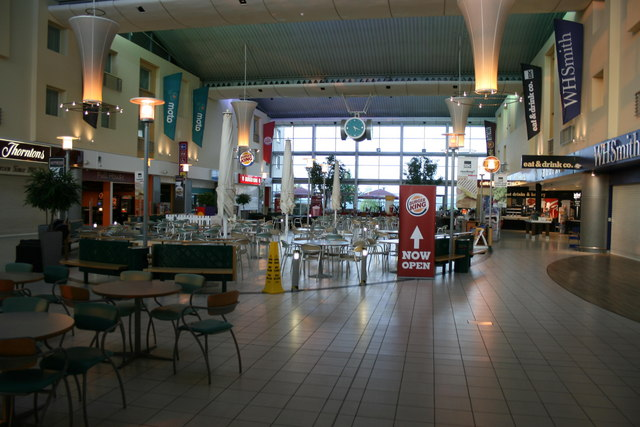
Intérieur d'une aire de service à Donington Park (Royaume-Uni)
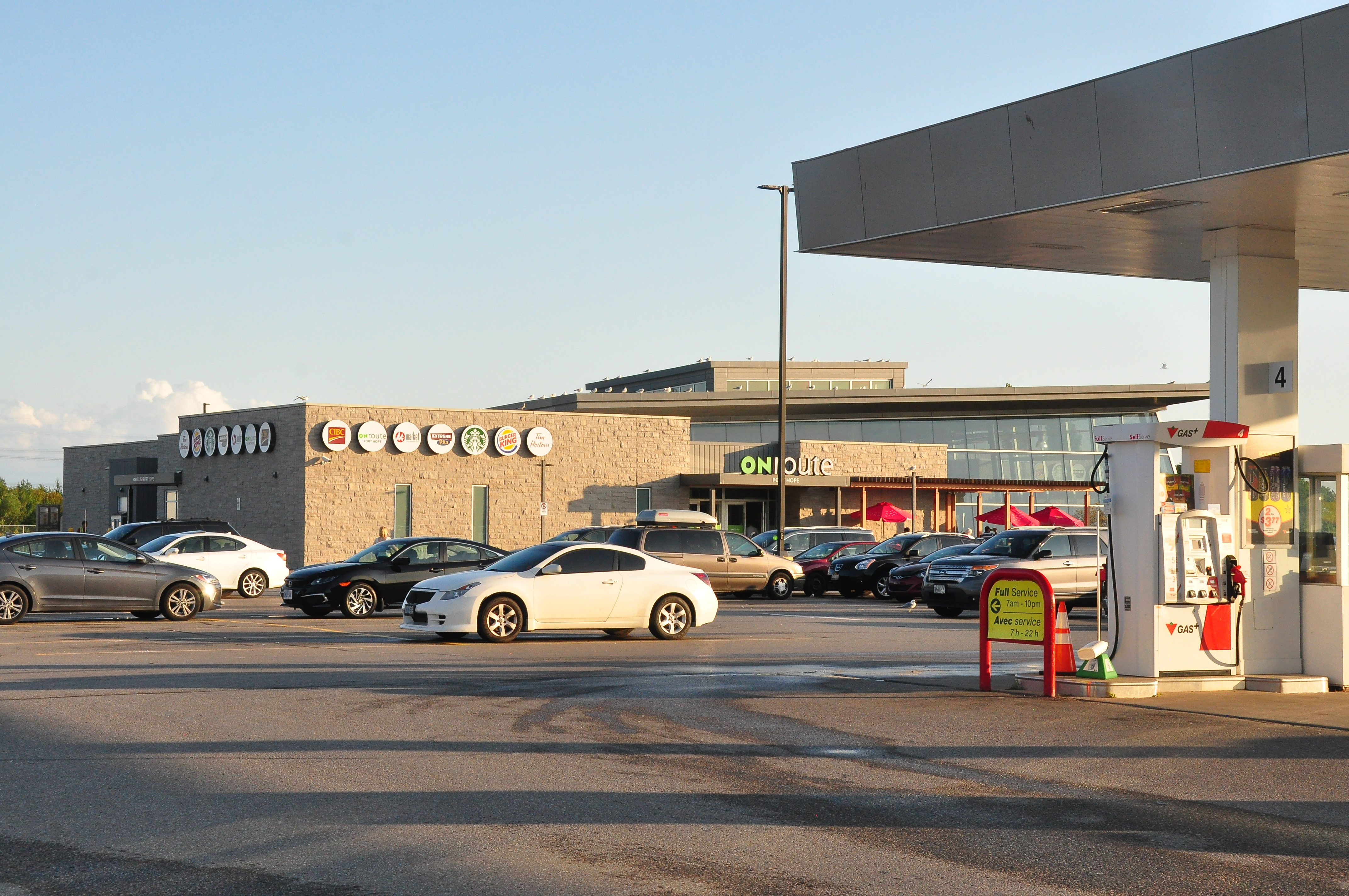
Aire de service à Port Hope, Ontario (Canada)

## Signalisation utilisée

### En France
En France, les aires sur autoroutes sont présignalées en général plusieurs dizaines de kilomètres avant, puis 2 000 et 1 000 m avant le plus souvent (panneau C65a). Lors de la présignalisation, un panonceau précise la prochaine aire après celle qui est indiquée (permettant à l'automobiliste de choisir ou de prévoir son ravitaillement en carburant).
Sur autoroute, on informe l'usager de certains services comme la présence d'un restaurant (panneau CE16), d'un débit de boissons ou établissement proposant des collations sommaires (panneau CE18), d'un hôtel ou motel (panneau CE17) ouvert toute la semaine. De même sont signalés les autres services (point de détente, aire de jeux pour enfants, informations touristiques, points de vue... L'indication de toilettes ouvertes au public (panneau CE12), d'un parking (panneau C1a), et d'une cabine téléphonique (panneau CE1b) n'est signalée que lorsque les aires ne comportent pas d'autres services (il va de soi qu'une aire équipée d'une station service ou d'un restaurant l'est aussi d'une cabine téléphonique et de toilette).
La présence d'un poste de distribution de carburant (ouvert 7 jours sur 7 et 24 heures sur 24) est précisée le plus souvent par l'emblème ou le logotype du pétrolier (panneau C15e) et non par le pictogramme (C15a et c). De même les enseignes de restauration sont de plus en plus précisées.

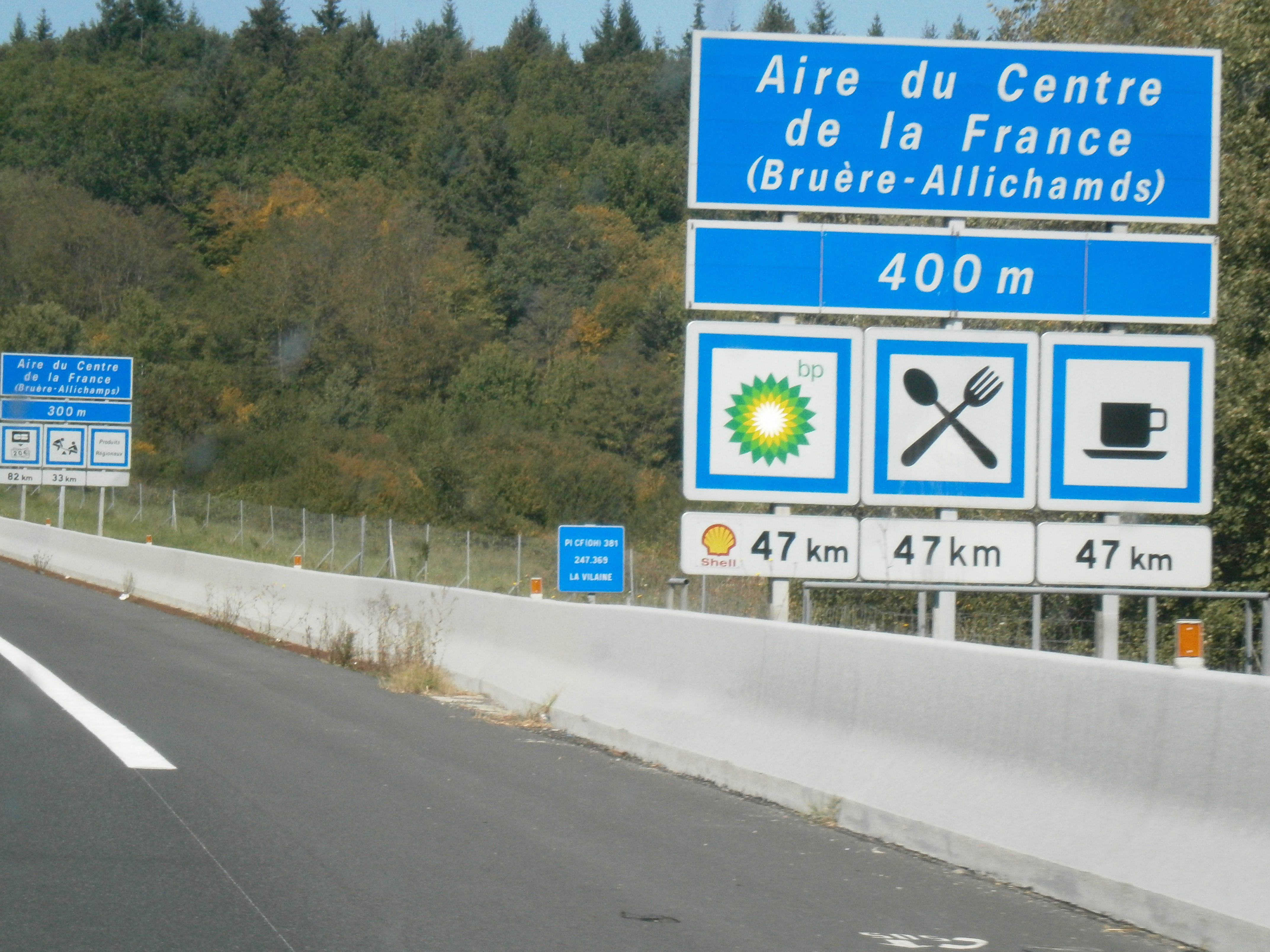
Présignalement d'une aire (autoroute A71).
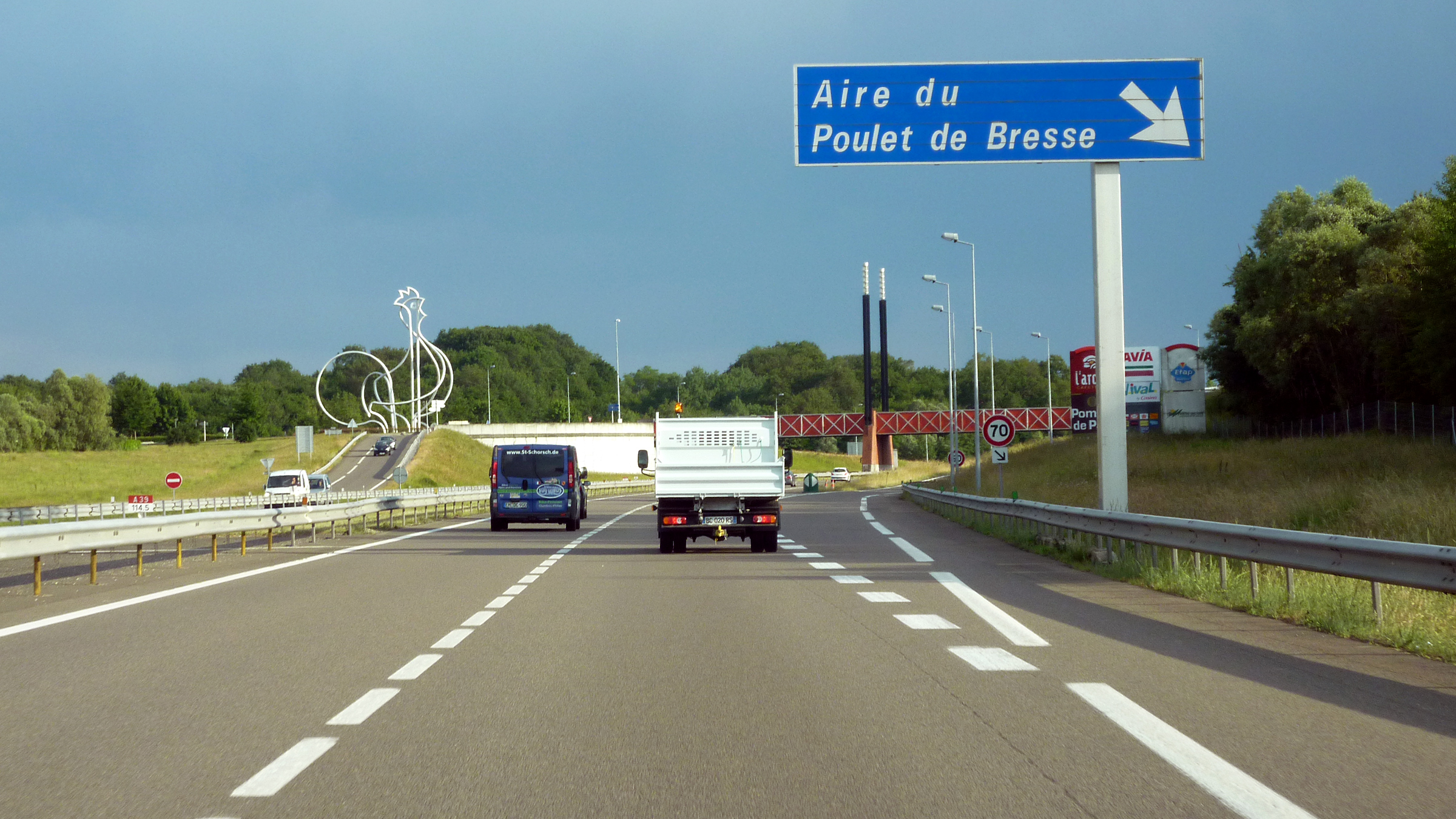
Accès à une aire de service (autoroute A39).
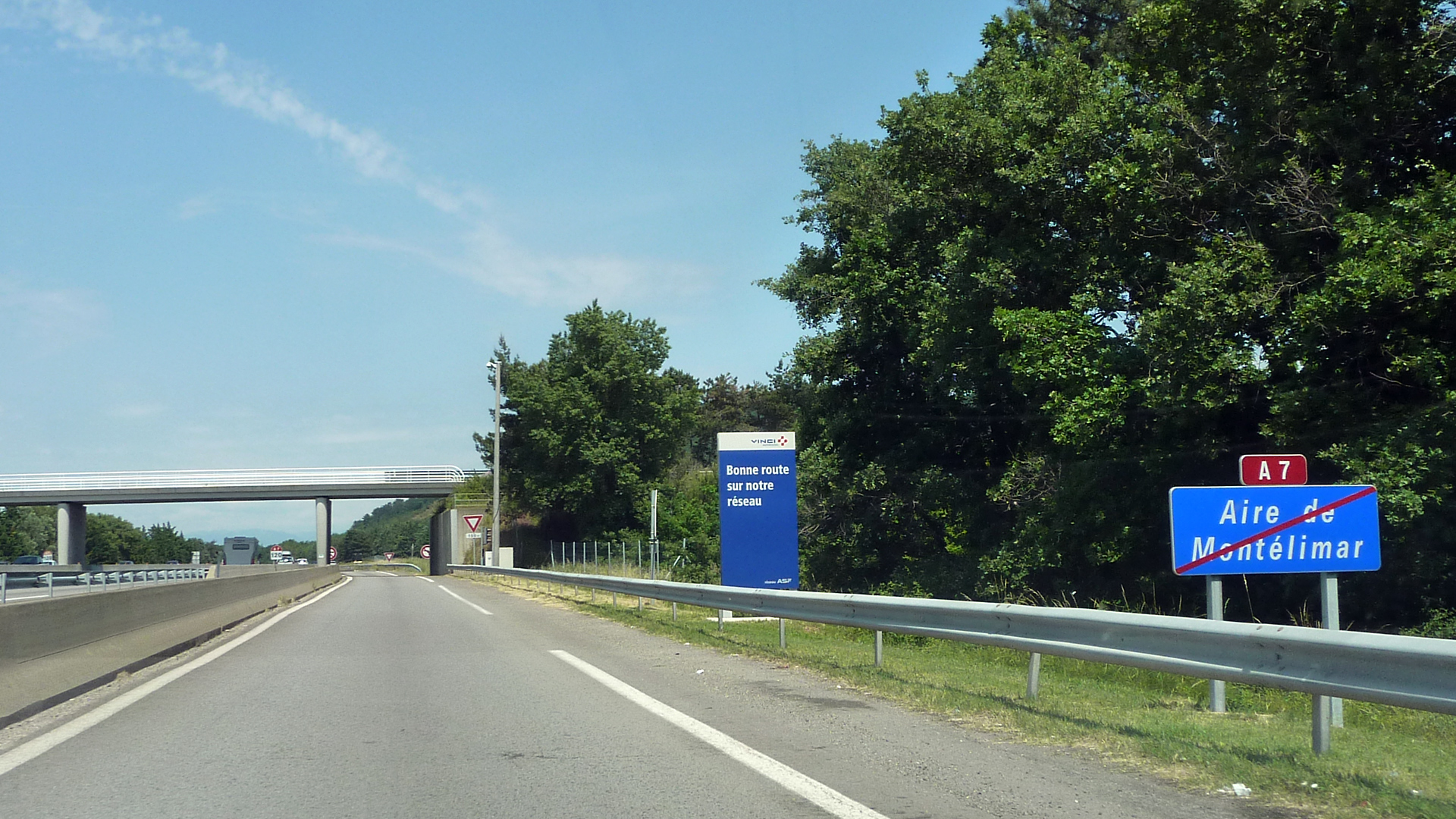
Sortie d'aire (autoroute A7).

### Aux États-Unis
Aux États-Unis, les panneaux d'aires de services sont avec un fond bleu (à ne pas confondre avec les panneaux indiquant les commerces situés à une sortie) et indiquent le nom de l'aire de service, les services (texte ou pictogramme) et les noms des tenanciers des services.
Généralement, une aire de service est présignalisée à 10, 5 et 1 miles (16, 8 et 1,6 km) ainsi qu'à l'aire de service précédente.

### Au Canada

#### Au Québec
Au Québec, le panneau est blanc avec un fond bleu ou brun et indique les services offerts à la halte routière ou à l'aire de services, le nom dans le cas d'une aire de services et le nom des tenanciers (dans le cas d'une aire de service). Elles sont généralement indiquées à 5, 2 ou 1 km à l'avance. Les aires de services sur les autoroutes ont des numéros de sortie alors que ce n'est pas le cas avec les haltes routières.

#### En Ontario
En Ontario, le panneau est vert avec un fond blanc et indique les services offerts ainsi que les noms des tenanciers.

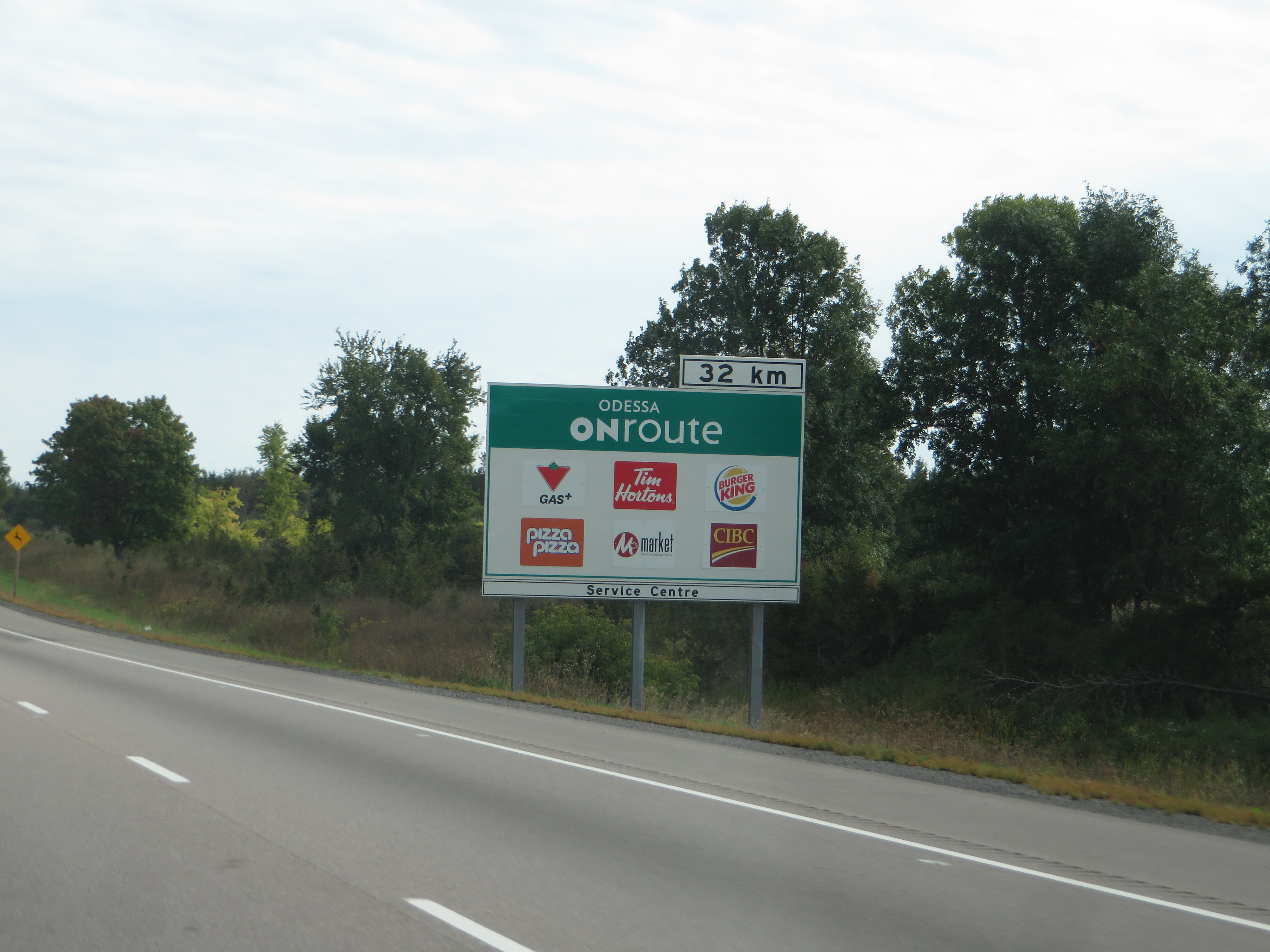
Présignalement d'une aire de service Onroute, en Ontario

### Galerie de photos

Corée du Sud
Croatie
Espagne
Hongrie
Pays-Bas
Royaume-Uni

## Aménagement des aires
Certaines d'entre elles ont évolué et s'appellent aires de service, en s'équipant d'une station-service. Une cafétéria et un restaurant parfois suivis d'un hôtel s'y sont ajoutés.
Les aires de repos sont généralement implantées tous les quinze kilomètres et les aires de service tous les quarante-cinq kilomètres. Sur les autoroutes gratuites de grande liaison comme l'A20 et l'A75 (en France) qui sont des autoroutes dont la majeure partie du tracé n'est pas concédée et, par conséquent, voient les intervalles d'implantation de ces aires augmenter.
En France, les aires de repos prennent le plus souvent le nom du village ou lieu-dit le plus proche. Les aires de service prennent quant à elles souvent le nom de la ville importante la plus proche. L'aire de La Sarthe-Sargé-le-Mans par exemple est une aire de l'autoroute A11 (qui relie Paris à Nantes via Le Mans et Angers). Cette aire est située à proximité de la ville de Sargé-lès-le-Mans dans la Sarthe.
En France, deux groupes se partagent le réseau autoroutier français en matière de restauration : le groupe Elior (leader de la branche) et le groupe Autogrill. De nombreuses enseignes existent dans ces deux groupes, et les magasins exploités en franchise sont nombreux.

## Services

### Services en Europe
En Europe, en 2023 les 125 sociétés d'ASECAP comptent 1648 aires de repos et 1229 aires de services dans 18 pays (15 pays UE pour les membres, Serbie, Turquie et Maroc pour les associés). Ces aires sont équipées de 1155 restaurants et 97 hotels.

### Services en France
Les services suivants sont quasi obligatoires, en France (du moins sur les autoroutes) pour des aires de services :
- toilettes et eau potable
- places de stationnement
  - parking poids lourds
  - parking véhicules légers
  - parking caravane
  - places de stationnement pour handicapés
- Aire de pique-nique
- Carburants
  - Gaz de pétrole liquéfié (GPL)
  - Station-service
  - Bornes de recharge rapide de véhicule électrique sur 100% des aires de services française de l'ASFA. Ces bornes représentent 3107 points de charge dont 83 % délivrant une puissance supérieure à 150 kW[4].
- Cabine téléphonique[Quand ?]
- Douches
- Pression des pneus dont l'accès est gratuit

Suivant les aires, il est possible de trouver d'autres services comme : 
- Aire de jeux pour enfants
- Vidange camping-car
- animation et information Bison Futé
- Service aux conducteurs de poids-lourds (stationnement sécurité, douches, espace routier)
- Restaurant, cafétéria, buffet ou restauration rapide
- Débit de boisson ou café
- Distributeurs automatiques de boisson ou de collation légère
- Superette (dépanneur)
- Produits locaux
- Hôtel ou motel
- Presse et débit tabac
- Stationnement incitatif (pour covoiturage et transport en commun)
- Arrêt d'autobus
- Boutique d'alcool[9]
- Information touristique
- Formulaire d'enregistrement pour transpodeurs

Et de plus en plus d'autres services sont mis à la disposition comme un distributeur de billets, boîte aux lettres, coin nurserie, brumisateur, zone haut débit (ou Wi-Fi), service multimédia (borne internet, info trafic en temps réel).
L'accessibilité pour les personnes à mobilité réduite (handicapés) est quasi systématique : cabine téléphonique, cabinets de toilette, stationnement, station-service, piquenique, boutique.
Ces aires sont très propres, les sanitaires sont nettoyés tous les jours par les services autoroutiers ou des entreprises privées s'il s'agit de sanitaires appartenant aux magasins. De plus un patrouilleur des autoroutes passe également tous les jours vider l'intégralité des poubelles présentes sur ces aires.
Certaines aires (de repos ou de services) peuvent parfois être envahies de feuilles mortes si l'entretien s'effectue rarement, ce qui est le cas des sections autoroutières hors concession ou des routes pour automobilistes (voies express).
De même, en hiver, les aires ne sont pas toujours déneigées en même temps que les chaussées principales : il faut donc être particulièrement prudent et adapter sa vitesse lorsque l'on désire y accéder dans ces conditions.
Enfin, ces aires disposent de très nombreuses poubelles et conteneurs. Certaines sociétés concessionnaires (comme Autoroutes Paris-Rhin-Rhône) ont innové en mettant en place un système de tri des déchets.
Chaque été, des animations estivales sont mises en place sur le réseau autoroutier, afin d'inciter les gens à faire des pauses toutes les deux heures. Des étapes surtout sportives sur les principales aires de service, mais également des étapes sécurité, découvertes. Ces animations se situent sur des axes très fréquentés et la plupart du temps, elles sont accessibles dans les deux sens de circulation à pied par une passerelle piétonne.

## Sécurité
En Corée du Sud, la politique sur les aires de repos et de service autoroutières a été d'intercaler entre les aires de service (chaque 40 km) des aires de repos (chaque 19,4 km) pour réduire les accidents liés à la fatigue de 15 % et les accidents tueurs de 38 %.